# Schoenoplectiella wallichii
Schoenoplectiella wallichii är en halvgräsart som först beskrevs av Christian Gottfried Daniel Nees von Esenbeck, och fick sitt nu gällande namn av Kaare Arnstein Lye. Schoenoplectiella wallichii ingår i släktet Schoenoplectiella och familjen halvgräs. Inga underarter finns listade i Catalogue of Life.